# Keszthelyi György
Keszthelyi György (Kolozsvár, 1955. augusztus 20. –) erdélyi magyar költő, író.

## Életpályája
Idősebb korában kezdett el írni, főleg verseket, de prózát is. Ugyanakkor autodidakta módon festészettel, számítógépes grafikával is foglalkozik. Verseit közölte a Látó, Korunk, Várad, Irodalmi Jelen, Szabadság, Káfé Főnix, Előretolt Helyőrség, Brassói Lapok, Szépirodalmi Figyelő, Székelyföld, Helikon, Magyar Múzsa.

## Kötetek
- Bárány kalasnyikovval (versek), 2010
- Csendéletmezsgyén (versek), 2013
- Lélekzárka (próza). Bookart, Csíkszereda, 2014
- Lódenes embermadár (versek). Kriterion, Kolozsvár, 2015
- Beszámoló a látszatokról (versek). Várad, Nagyvárad, 2018
- Új világcsend vénülése (versek). Kriterion, Kolozsvár, 2021
- Szeretlek, Garfield (versek). Bookart, Csíkszereda, 2023
- A költő lóvá változik. AB Art, Budapest, 2023

## Antológiákban
- Kenguruk a Körúton (az Irodalmi Jelen 2009-es pályázatának válogatott novellái). IJK, Arad, 2009

## Könyvillusztrációk
- Kovács Jolánka: Gida Ida. AB ART, Felsőnyárád, 2022

## Tagságok
- Magyar PEN Club[2]